# Rakhaing-Staat
Koordinaten: 19° 37′ N, 94° 8′ O
Der Rakhaing-Staat (birmanisch ရခိုင်ပြည်နယ်, MLCTS: ra.hkuing pranynay; BGN/PCGN: yagaingbyinè; ehemals Arakan; auch englisch Rakhine State oder kurz Rakhine) ist eine der 15 Verwaltungseinheiten von Myanmar. Die Hauptstadt ist Sittwe.
Der Rakhaing-Staat gliedert sich in fünf Distrikte: Sittway, Myauk U, Maungtaw, Kyaukpyu und Thandwe.
Die meisten der Einwohner sind Arakanesen. Die muslimische Minderheit der Rohingya wird seit Jahrzehnten diskriminiert und unterdrückt. 2017 flohen in nur zwei Monaten etwa 600.000 Rohingya in das benachbarte Bangladesch.
Das Auswärtige Amt hat eine Reisewarnung für den nördlichen Teil des Rakhaing-Staats herausgegeben (Stand Februar 2021).

## Geografie
Der Rakhaing-Staat wird durch das bis zu 3053 m hohe Arakan-Gebirge vom mittleren Irrawaddy getrennt. An der Küste liegen zwischen 20° und 18°30' nördlicher Breite ungezählte kleinere Inseln, Klippen, Bänke und Untiefen. An der Küste und auf den Inseln, insbesondere auf Cheduba (auch Manaung Island), finden sich so genannte „Vulkane“, die nur brennendes Gas ausströmen. An einigen Stellen wurde Erdöl gefunden. Das Innere des Landes ist gebirgig, mit Erhebungen zwischen 600 und 2600 m. Die Wälder beherbergten früher zahlreiche Tiger und Elefanten.
Die Flüsse sind unbedeutend, bis auf den in Nord-Süd-Richtung fließenden Kuladan (oder auch Arakan), der mit dem Mi und anderen Flüsschen ein Delta bildet. Der Fluss Naf, der die Grenze zu Chittagong bzw. Bangladesch bildet, besitzt ein sehr langes Ästuarium.
Das Klima des Landes gehört zu den regenreichsten der Erde: In der Regenzeit von Mai bis Oktober fallen etwa 4,5 m Regen.
Die Natur des Landes bietet dem Reisanbau sehr günstige Bedingungen.
Im Südosten liegt nahe der Stadt Thandwe der touristisch bedeutsame und wohl bekannteste Strand Myanmars, Ngapali.

## Geschichte
Vom 5. bis 8. Jahrhundert bestand in der Region die Stadt Dhagnawadi. Von 1429 bis 1785 bestand das Königreich Arakan mit der Hauptstadt Mrauk U (früher Mro-haung genannt). Mrauk U hatte zeitweise mehr als 100.000 Einwohner, ist aber seit dem 19. Jahrhundert verfallen.
Arakan war im 19. Jahrhundert die nördlichste Division der indobritischen Lieutenant-Gouverneurschaft Birma in Hinterindien. Die Division war seinerzeit 36.780 km² groß und bestand aus den Distrikten Akyab, Nord-Arakan, Kyaukpyu und Sandwe oder Thandwe (englisch Sandoway). Als Arakan an England fiel, betrug die Gesamtbevölkerung etwa 100.000 Menschen, 1872 waren es dann 444.563, 1881 587.518 und 1891 671.899, darunter 442.674 Buddhisten, 126.604 Muslime und 10.593 Hindus. Wohnungen wurden aus Bambus gebaut, standen auf Pfählen und waren mit Bambusblättern gedeckt.
Außer Reis wurden früher auch Indigo, Pfeffer, Zuckerrohr, Tabak, Betelnüsse, Ananas, Bananen und andere tropische Früchte angebaut. Auch Balsam konnte gewonnen werden. Größter Schatz des Gebiets waren aber die dichten Teakwälder. Arakan war das äußerste westliche Gebiet, wo es essbare Vogelnester gab. An der Ostseite des Arakan-Joma-Gebirges fand man Goldstaub und Silber.
Stand 2025 wurden große Teile des Staates von der Arakan Army (kurz AA) kontrolliert. Die Regierung kontrollierte nur kleine Gebiete um die Hauptstadt Sittwe und um die Städte Kyaukphyu und Munaung. 14 der 17 Bezirkshauptstädte befanden sich unter der Kontrolle der AA, welche eine eigene Verwaltung in diesen Gebieten errichtet hatte. Die AA war 2009 mit Hilfe der Kachin Independence Army gegründet worden und strebt eine größtmögliche Unabhängigkeit des Rakhaing-Staates von der Zentralregierung an. Analysten gingen 2025 davon aus, dass die AA den gesamten Staat übernehmen könnten, da sie eine massive Operation gegen Sittwe vorbereiteten.